# 大谷郵便局 (山形県)
大谷郵便局（おおやゆうびんきょく）は山形県西村山郡朝日町にある郵便局。民営化前の分類では集配特定郵便局であった（現在は集配機能を廃止）。

## 概要
住所：〒990-1304 山形県西村山郡朝日町大谷1855-6

## 沿革
- 1874年（明治7年） - 大谷郵便取扱所として開設[1]。
- 1875年（明治8年）1月1日 - 大谷郵便局となる。
- 1885年（明治18年）10月1日 - 貯金取扱を開始。
- 1894年（明治27年）2月28日 - 貯金取扱を廃止。
- 1899年（明治32年）1月1日 - 貯金取扱を再開。
- 1899年（明治32年）11月1日 - 為替取扱を開始。
- 1969年（昭和44年）9月21日 - 電話交換および和文電報配達業務を、山形朝日電報電話局に移管[2]。
- 1977年（昭和52年）9月1日 - 風景入通信日付印の使用を開始。
- 2007年（平成19年）10月1日 - 民営化に伴い、併設された郵便事業寒河江支店大谷集配センターに一部業務を移管。
- 2012年（平成24年）10月1日 - 日本郵便株式会社発足に伴い、郵便事業寒河江支店大谷集配センターを大谷郵便局に統合。
- 2018年（平成30年）3月5日 - 集配業務を宮宿郵便局に移管、無集配局となる。

## 取扱内容
- 郵便、印紙、ゆうパック、内容証明
- 貯金、為替、振替、振込、国債
- 生命保険、バイク自賠責保険
- ゆうちょ銀行ATM

## 周辺
- 朝日町立大谷小学校
- 国道287号
- 最上川

## アクセス
- 山交バス 大谷停留所下車徒歩5分
- 山形自動車道 寒河江SAスマートICから南西へ約11km
- 駐車場あり：3台